# Friedrich Wilhelm von der Marwitz
Friedrich Wilhelm von der Marwitz (* 1639 auf Gut Lüssow; † 10. Juli 1716 in Driesen) war ein preußischer Generalmajor und Kommandant der Festung Oderberg.
Er war der Sohn des brandenburger Obristen Georg von der Marwitz Erbherr auf Dölzig, Lüssow und Bischofssee und dessen Frau Anna Maria von Redern.

## Leben
Zunächst diente er bei den Truppen des Kurfürsten Friedrich Wilhelm.
Im Jahr 1679 wurde er Oberstleutnant, 1691 Oberst und einige Jahre später Brigadier. Am 3. Januar 1705 wurde er zum Generalmajor ernannt. Seit dem Jahre 1698 war er Kommandant von Oderberg.

## Familie
Er war zuerst mit Sabine von Flemming verheiratet, dann Hedwig Sophia von Strauß-Zernickow († 1725). Aus der zweiten Ehe hatte er drei Töchter und einen Sohn:
- Hedwig Sophie, verm. 1823 mit Hans Detloff von Beneckendorff
- Charlotte Sophie
- Sabine Wilhelmine
- Hans Georg(e), zuletzt Major, Erbherr auf Dölzig (verkauft 1731),[1] Ehefrau Ernestine Charlotte von Barfuss-Reichenberg,[2] vier Kinder, darunter Christian August von der Marwitz